# زهرة الحواشي المخزنية
زهرة الحواشي المخزنية أو عشبة برص أو زهر الحواشي أو لبلاب المجوس أو فيرونيكا مخزنية أو لبلاب المجوس (باللاتينية: Veronica officinalis) نوع نباتي يتبع جنس زهرة الحواشي من الفصيلة الحملية. كانت تصنف سابقًا ضمن الفصيلة الغدبية.

## الموئل والانتشار
موطنها كل مناطق أوروبا.